# Hollywood Confidential (film 2001)
Hollywood Confidential (The Cat's Meow) è un film del 2001 diretto da Peter Bogdanovich.